# Gnaphalium
Gnaphalium és un gènere de plantes pertanyents a la família Asteraceae. Hi ha més d'un centenar d'espècies d'aquest gènere, la majoria es troben en zones temperades, encara que alguns es desenvolupen en muntanyes tropicals i regions del Subtròpic.
Són herbes anuals o perennes, rarament sufruticoses, sovint llanoses o tomentoses, que és el significat del nom genèric: Gnaphalium ve de la paraula grega "gnaphalon" que significa "floc de llana" en al·lusió a l'aspecte llanut d'alguna d'aquestes espècies.

## Espècies
Llistat d'espècies acceptades a novembre de 2023:
| - Gnaphalium adnatum - Gnaphalium albescens - Gnaphalium aldunateoides - Gnaphalium andicola - Gnaphalium antennarioides - Gnaphalium austroafricanum - Gnaphalium badium - Gnaphalium baicalense - Gnaphalium baicalensis - Gnaphalium cabrerae - Gnaphalium capense - Gnaphalium caucasicum - Gnaphalium cheiranthifolium - Gnaphalium chimborazense - Gnaphalium chrysocephalum - Gnaphalium clemensiae - Gnaphalium coarctatum - Gnaphalium confine - Gnaphalium coquimbense - Gnaphalium crispatulum - Gnaphalium cymatoides - Gnaphalium decipiens - Gnaphalium declinatum - Gnaphalium demidium - Gnaphalium diamantinense - Gnaphalium diminutivum - Gnaphalium diminutum - Gnaphalium dombeyanum - Gnaphalium dysodes - Gnaphalium ecuadorense - Gnaphalium englerianum - Gnaphalium exilifolium - Gnaphalium filagineum - Gnaphalium filagopsis - Gnaphalium flaccidum - Gnaphalium flavescens - Gnaphalium flavocephalum - Gnaphalium frigidum - Gnaphalium gayanum - Gnaphalium genevoisii - Gnaphalium glanduliferum - Gnaphalium glandulosum - Gnaphalium gnaphalodes - Gnaphalium graveolens - Gnaphalium grayi - Gnaphalium griquense - Gnaphalium hawaiiense - Gnaphalium heleios - Gnaphalium heterotrichum - Gnaphalium hintoniorum - Gnaphalium hoppeanum - Gnaphalium hypoleucum - Gnaphalium indutum - Gnaphalium jamaicense - Gnaphalium jelskii - Gnaphalium jujuyense - Gnaphalium kasachstanicum - Gnaphalium lacteum | - Gnaphalium landbeckii - Gnaphalium leontopodium - Gnaphalium leucopeplum - Gnaphalium leucopilinum - Gnaphalium limicola - Gnaphalium linearum - Gnaphalium mandshuricum - Gnaphalium melanosphaeroides - Gnaphalium meridanum - Gnaphalium moelleri - Gnaphalium montevidense - Gnaphalium nanchuanense - Gnaphalium nelsonii - Gnaphalium palustre - Gnaphalium panniforme - Gnaphalium paramorum - Gnaphalium parviflorum - Gnaphalium pauciflorum - Gnaphalium pedunculatum - Gnaphalium perpusillum - Gnaphalium peruvianum - Gnaphalium phaeolepis - Gnaphalium pichleri - Gnaphalium pilulare - Gnaphalium polium - Gnaphalium polycaulon - Gnaphalium polycephalum - Gnaphalium pratense - Gnaphalium pseudo-helichrysum - Gnaphalium pseudohelichrysum - Gnaphalium psilophyllum - Gnaphalium puberulum - Gnaphalium pulchrum - Gnaphalium remyanum - Gnaphalium rhodarum - Gnaphalium robustum - Gnaphalium roeseri - Gnaphalium rossicum - Gnaphalium rosulatum - Gnaphalium ruricola - Gnaphalium sandwicensium - Gnaphalium schlimii - Gnaphalium selleanum - Gnaphalium simii - Gnaphalium stewartii - Gnaphalium stolonatum - Gnaphalium supinum - Gnaphalium sylvaticum - Gnaphalium tarapacanum - Gnaphalium thomsonii - Gnaphalium tranzschelii - Gnaphalium uliginosum - Gnaphalium unionis - Gnaphalium ustulatum - Gnaphalium versatile - Gnaphalium vestitum - Gnaphalium viravira - Gnaphalium yalaense |

Als Països Catalans, segons el criteri de la flora dels Països Catalans, n'hi ha 7 espècies que inclouen a les espècies dels gèneres Pseudognaphalium, Gamochaeta i Omalotheca:
- G. hoppeanum Koch. ( =Omalotheca hoppeana (W.D.J.Koch) F.W.Schultz & Sch.Bip.): congesteres sobre terrenys calcaris de l'alta muntanya (Pirineus).
- G. luteo album L. (=Pseudognaphalium luteoalbum (L.) Hilliard & B.L.Burtt): mulladius de la regió mediterrània i l'estatge montà (Catalunya, València i Illes Balears).
- G. norvegicum Gunn. (=Omalotheca norvegica (Gunnerus) F.W.Schultz & Sch.Bip.): prats i matollars d'alta muntanya (Pirineus silícics).
- G. purpureum ssp. pensylvanicum (Wild) O.Bolòs et J.Vigo (=Gamochaeta pensylvanica (Willd.) Cabrera: pròpia d'Amèrica del Nord, naturalitzada als camps de tarongers del País Valencià.
- G. supinum L. (=Omalotheca supina (L.) DC.): congesteres àcides de l'alta muntanya (Pirineus).
- G. sylvaticum L. (=Omalotheca sylvatica (L.) F.W.Schultz & Sch.Bip.): clarianes de bosc a l'estatge montà: (Pirineus, Guilleries, Montseny).
- Gnaphalium uliginosum L.: herbeis terofítics temporalment inundats de l'estatge montà (Pirineus, Guilleries, Montseny).

Encara que segons el criteri de "Plants of the World Online" només una d'aquestes espècies es considera que encara pertanyi al gènere Gnaphalium.